# Simplifly Deccan
Simplifly Deccan was India's eerste lagekostenluchtvaartmaatschappij.

## Geschiedenis
Air Deccan werd opgericht door captain G.R. Gopinath. De eerste vlucht vond plaats op 23 augustus 2003 van Bangalore naar Hubballi. De droom van de captain was om elke Indiase burger een keer in zijn/haar leven te laten vliegen. Deccan was ook de eerste luchtvaartmaatschappij die naar steden zoals Hubbali en Madurai vloog vanaf grote steden zoals Bangalore en Chennai.
Op 19 december 2007 besloten Kingfisher Airlines en Air Deccan te fuseren. Hierdoor werden onder andere Deccan Aviation hernoemd naar Kingfisher Airlines, de chairman werd Vijay Mallya, G.R. Gopinath werd vicepresident. Deze set zorgde er ook voor dat na 5 jaar deze twee luchtvaartmaatschappijen internationaal mogen gaan vliegen.
Op 29 augustus 2008 werd Air Deccan volledig gefuseerd met Kingfisher Airlines, met als gevolg dat Air Deccan nu Kingfisher Red heet, en net zoals Kingfisher First en Kingfisher Class een van Kingfisher's klasse is geworden. In Kingfisher Red gaat het vooral om de lage prijzen, maar er wordt nu ook meer aandacht besteed aan de service aan boord.
In 2012 ging Kingfisher Airlines failliet en in 2013 werd de licentie ingetrokken.